# Comportamentul social în Japonia
Comportamentul social în Japonia se deosebește într-o anumită măsură atât de cel din cultura occidentală cât și de cel din alte culturi asiatice, cu toate că, pe lângă șintoism, se bazează și pe cultura chineză, și în special pe confucianism. Izolaționismul, mai mult sau mai puțin strict, care a caracterizat Japonia practic până la începutul erei Meiji, a dat naștere așa-numitei teorii Nihonjinron, caracterizată, printre altele, de ideea că cultura japoneză este unică..

## Relații interpersonale

### Mod de adresare
Gramatica limbii japoneze este în mare măsură dependentă de context. Statutul social propriu, al partenerului de discuție sau al persoanei despre care se vorbește este exprimat prin diferite mijloace lingvistice. O conversație are de obicei loc în mod politicos și în așa fel încât să se găsească consensul. Limbajul politicos, numit keigo 敬語, este un instrument folosit în acest scop.
Pentru ca conversația să decurgă bine, este imperativ ca acest limbaj politicos să fie folosit corect în contextul respectiv. Vorbitorul trebuie să țină seama de statutul social și de aparteneța de grup a partenerului de discuție (sau de cel al persoanei terțe despre care de vorbește). Prin acest limbaj politicos vorbitorul poate să dea să înțeleagă că își consideră statutul social sub cel al partenerului de discuție sau al persoanei despre care se vorbește (folosind limbajul de modestie kenjōgo) sau că consideră statutul social al partenerului de discuție superior celui propriu (folosind limbajul respectuos sonkeigo). În ambele cazuri vorbitorul arată că una din persoane este situată mai sus din punct de vedere social decât cealaltă, dar în mod diferit: prin elevarea partenerului de discuție sau prin subordonarea proprie. Pe lângă acestea mai există și limbajul teineigo, care implică folosirea terminațiilor desu și masu și a prefixelor o și go. Pe când limbajele de modestie (kenjōgo) și respect (sonkeigo) reflectă despre cine se vorbește, limbajul politicos reflectă cui i se vorbește. Ele sunt deci mai complexe în folosire decât, de exemplu, diferența dintre „tu” și „dumneavoastră”. Folosirea lor corectă este indispensabilă în viața de afaceri.

### Nume
În mod tradițional, numele de familie stă înaintea numelui de botez.

### Relația dintre părinți și copii

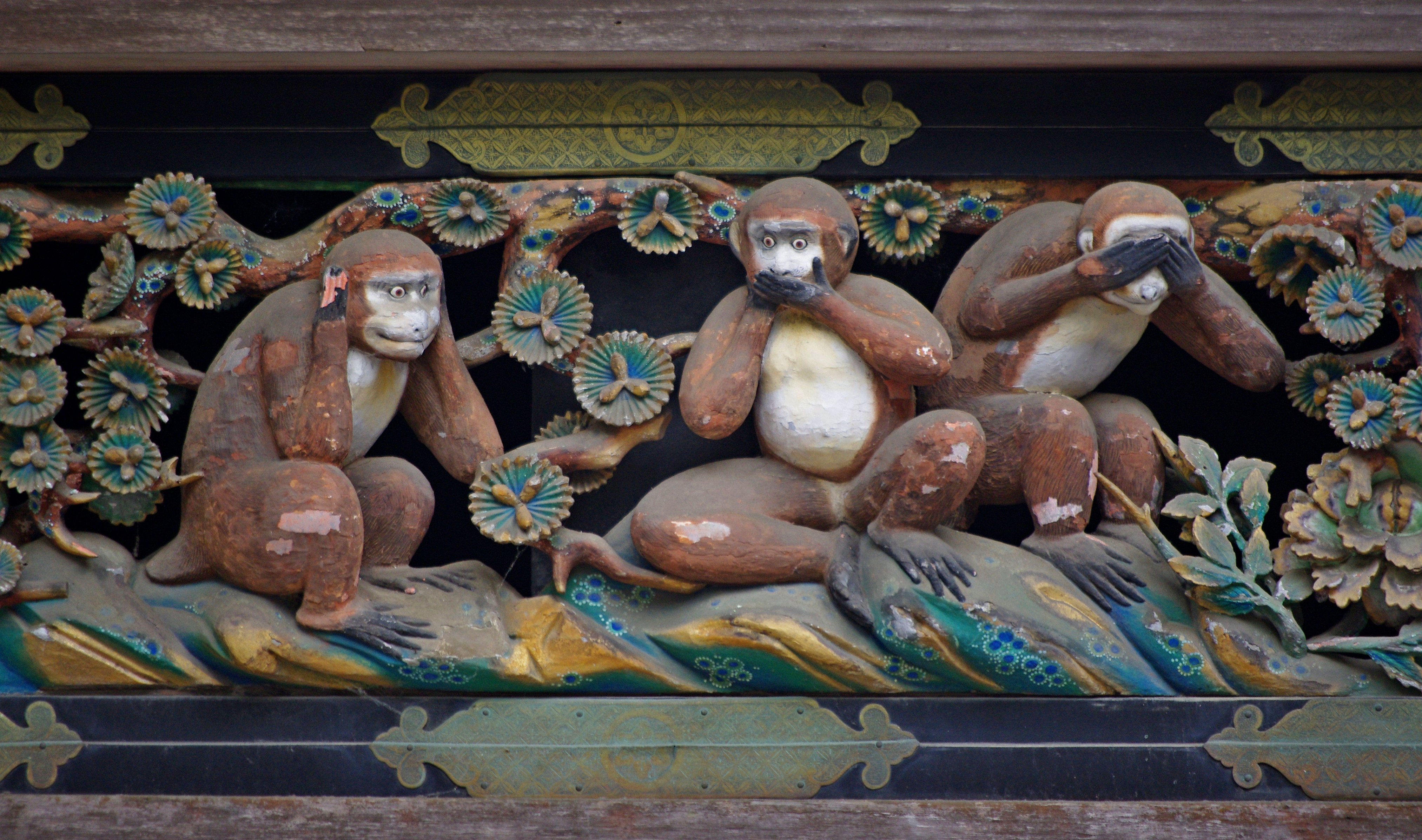
Cele trei maimuțe de la Nikko: nu vezi nimic, nu auzi nimic și nu spui nimic rău

Copiii sunt deseori legați de părinți prin sentimentul numit amae: dorința de siguranță..

### Cadouri
Când se merge în vizită se duce un cadou gazdelor. Ambalajul este la fel de important ca și conținutul. Din acest motiv, arta împachetatului este la mare cinste.
Deseori cadoul nu se desface în prezența celui care l-a făcut, pentru a nu știrbi prestigiul uneia din părți printr-o reacție necontrolată de surpriză sau dezamăgire. Primirea unui cadou cere un cadou de răspuns, care va fi de o valoare ceva mai scăzută decât cadoul original. Excepție o constituie, evident, cadourile de răspuns.
Cadourile pecuniare se dau întotdeauna într-un plic. La papetărie se pot cumpăra plicuri speciale pentru diferite ocazii (nuntă, înmormântare etc.)
La datul cadourilor există unele tabuuri. Nepotrivite sunt:
- Patru obiecte: cifra „patru“ (shi 四) este omofonă cu cuvântul „moarte“ (shi 死)
- Batiste albe, care amintesc doliu
- flori albe se dau numai la înmormântare
- Cuțite sau foarfeci amintesc de tăiatul legăturilor (între oameni)
- obiecte care conțin stema imperială
- ilustrații cu vulpi, care implică șiretenia
- batiste galbene, care amintesc de trădare

### Salutul
Datul mâinii nu este un mod obișnuit al japonezilor de a se saluta între ei. Cei ce se salută se închină unul celuilalt. Spatele trebuie să fie drept la închinat. Cel cu rang inferior trebuie să se închine mai jos și mai lung. Japonezii mai tineri, sau cosmopoliți, dau uneori mâna străinilor, în special celor din țări occidentale, uneori în combinație cu închinatul.

Reguli de bază la închinat:
- cel mai tânăr înaintea celui mai în vârstă
- femeile înaintea bărbaților
- elevii înaintea profesorilor
- gazdele înaintea oaspeților
- vânzătorii înaintea cumpărătorilor (cumpărătorii deseori doar înclină din cap)
- debitorul înaintea creditorului

Înclinare de 5°- acțiune neutră
Înclinare de 15°- acțiune politicoasă
Înclinare de 30°- rugăminte sau scuze profunde 
Trebuie evitat privitul direct în ochi a partenerului de discuție.

### Sentimente
Sentimentele profunde nu sunt deseori exprimate public. În special cele negative, precum mânia, doliul sau dezamăgirea, nu sunt exprimate decât în fața părinților, a prietenilor apropiați sau a partenerului de viață. 
Zâmbetul poate camufla uneori durerea pentru a-l scuti pe partenerul de discuție de sentimentul de obligație de a ajuta de compasiune. 
Sentimentele adevărate ale cuiva, sau intențiile reale, se numesc honne și sunt diferite de cele exprimate, numite tatemae (建前, fațadă). Pentru menținerea armoniei tatemae este indispensabil.

### Critica
Reacția la critică este mai sensibilă decât în cultura occidentală. Cel ce critică trebuie să aibă grijă ca cel criticat să iasă cu fața curată, de aceea este deseori făcută în mod indirect:
- prudent prin intermediul unei persoane terțe
- fără cuvinte (prin tăcere)
- Lob mit einer angedeuteten Einschränkung
- la un pahar
- prin adresarea întregului grup, care apoi îl va ajuta pe cel mai slab
- critică la modul general, fără a deveni concret
- sublinierea rezultatului dorit

### Da/bine și nu
Un „bine“ (はい hai) poate și însemna că doar asculți cu atenție. Eticheta japoneză cere ca ascultătorul să confirme constant că ascultă cu atenție. Pe de altă parte, un „bine, bine“ (はいはい haihai) poate suna dezaprobator și nepoliticos. Chiar și un hai, sō desu („Da, așa este“) a unui subaltern față de un șef nu înseamnă neapărrat că subalternul consimte din toată inima, ci poate fi doar o încercare de a nu-l face de rușine pe șef în public. Între cei cu același statut social se folosește uneori doar n (ん) sau un (うん) în loc de hai.
Un „nu“ direct nu este binevăzut. Dacă partenerul de discuție trage aerul printre dinții încleștați înseamnă că sunt probleme. La fel și mâna pusă la ceafă. Chigau (違う, „nu este așa”, forma de dicționar) sau chigaimasu (違います, forma politicoasă normală) se apropie semantic cel mai tare de „nu“.

### Comportamentul în timpul mesei
Bețișoarele de mâncat (hashi 箸) se deosebesc de cele chinezești prin faptul că sunt ceva mai scurte. Este o gafă să înfigi bețișoarele în orez, deoarece acest lucru seamănă cu bețișoarele parfumate înfipte în orezul făcut ca ofrandă unei persoane decedate. La fel, niciodată nu se oferă/acceptă mâncare de la bețișoare la bețișoare, deoarece acest procedeu amintește de procedeul folisit la luarea oasele persoanei decedate din cenușă (după cremare) când sunt plasate în urna funerară. 
Când s-a terminat de servit mesa, bețișoarele se așează paralel pe farfurie sau, la restaurant, se bagă înapoi în tocul de hârtie în care au venit, îndoindu-se puțin tocul la un capăt ca să se vadă că au fost folosite. Băutura și-o toarnă unul altuia în pahare când vede că paharul vecinului este gol. Dacă nu mai dorești băutură, se lasă puțină băutură pe fundul paharului. A-și turna singur băutură alcoolică în pahar este o gafă. 
Nu este nepoliticos când, în special, bărbații sorbesc zgomotos la servitul mâncărurilor sau băuturilor fierbinți (tăiței, ceai etc.). Suflatul nasului în batistă, sau suflatul nasului în fața altor persoane fără a le întoarce spatele este o gafă. 

## Educația școlară și cariera profesională
Copiii japonezi sunt învățați cu disciplina de mici pentru a-i pregăti pentru cariera profesională. Una din premisele pentru o carieră profesională de succes la o firmă prestigioasă este absolvirea unei universități prestigioase, care la rândul ei presupune urmarea unui liceu prestigios etc., uneori până la grădiniță. Mamele sunt cele care se ocupă deseori de educația copiilor, tații fiind de obicei la serviciu până seara târziu. Termenul peiorativ kyōiku mama (教育ママ, „mamă educațională“) se referă la mame care își îndeamnă copilul să învețe cât mai mult pentru a putea avea succes în viață. Termenul mamagon (ママゴン) (din mama și dragon) este varianta extremă a kyōiku mamei.
Una din caracteristicile vieții profesionale japoneze a fost până pe la sfârșitul secolului al XX-lea principiul angajării continue la aceeași firmă până la pensionare.. O altă caracteristică este nivelul înalt al eticii muncii. Astfel mulți japonezi nu își iau tot concediul la care au dreptul, din loialitate față de firmă sau colegi, care ar trebui să le preia sarcinile în timpul concediului. Și concediul medical se ia numai în cazuri extreme, de obicei luându-se zile de concediu obișnuite pentru răceli, guturaie etc. În schimb karōshi (deces datorat muncitului excesiv) este de la începutul anilor 1980 o temă de discuție în mass-media.

## Limbaj
Formularea unei rugăminți în limba japoneză este relativ complicată. Depinde de rangul social al părților implicate etc. Deseori este folosit verbul onorific kudasai (ください), care literal înseamnă „a da”, dar implică poziția inferioară a primitorului. Alte formulări folosesc cuvintele dōzo („poftim”) sau onegai shimasu („vă rog”).
Din politețe, japonezii evită refuzul direct. Dacă un japonez începe să șovăiască sau să facă aluzii la probleme, trebuie interpertat ca „nu”. 
Mulțumesc are următoarele variante (de la cea mai politicoasă formă în jos):
- dōmo arigatō gozaimasu (どうもありがとうございます)
- dōmo arigatō (どうもありがとう)
- arigatō (ありがとう)
- sumimasen (すみません)

## Viața cotidiană
Antreul, numit genkan, marchează intrarea în locuința japoneză. La intrare, un membru al familiei spune  tadaima (ただいま, „Chiar acuma (m-am întors)”), la care se răspunde okaeri (おかえり, „(Bine) te-ai întors”). Vizitatorii spun la intrare "'ojama shimasu'" (お邪魔します, „Vă deranjez”), la care gazda răspunde cu o-hairi kudasai (お入りください, „Intrați, vă rog.”). Această procedură contează în special dacă nu este sonerie la intrare. În antreu se scot pantofii și se încalță pantofi de casă. În toaletă sunt puși la dispoziție pantofi de casă speciali.

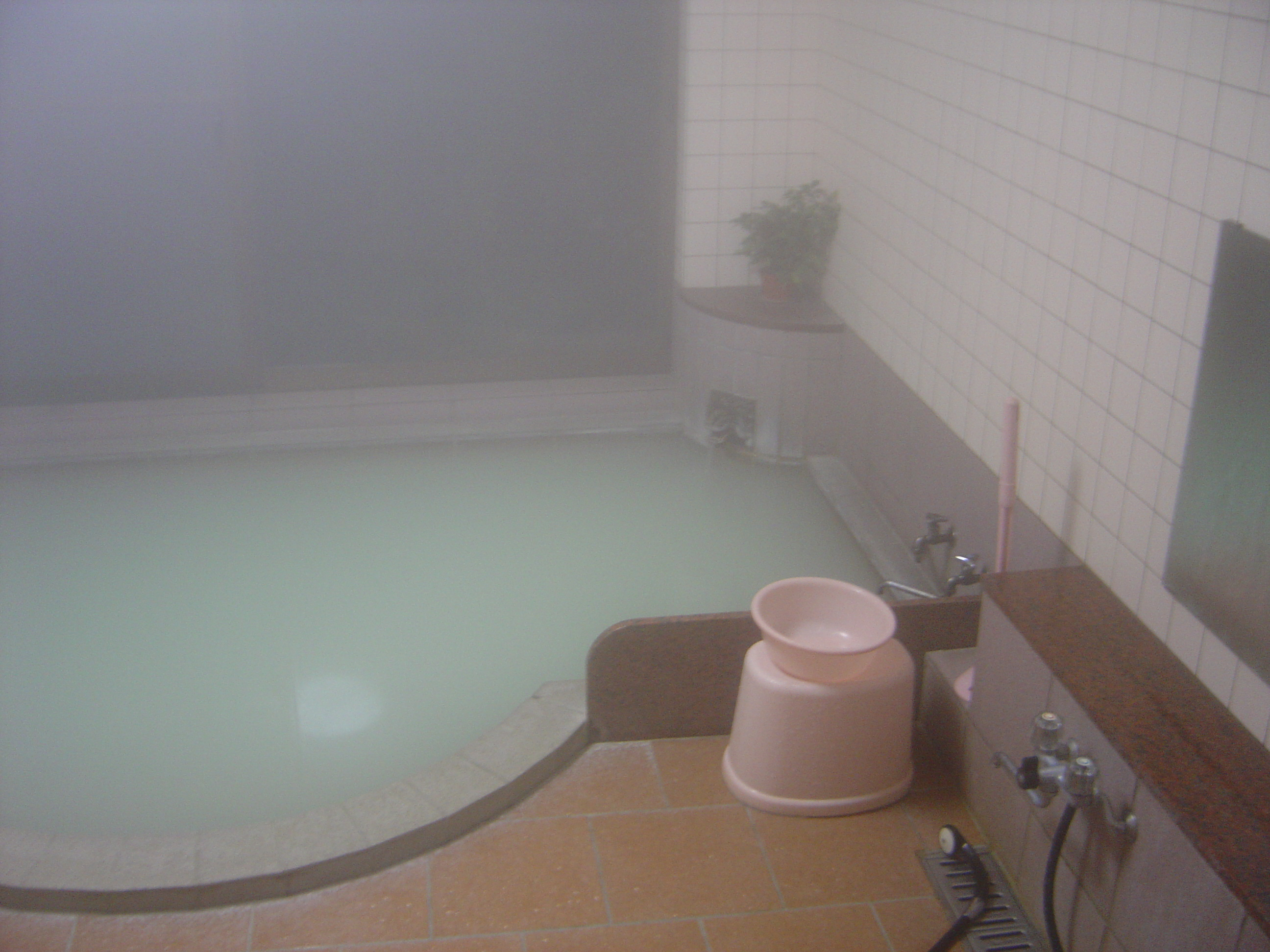
Baie comunală

Spre deosebire de cultura occidentală, cada de baie este doar pentru relaxare. Oamenii se spală înainte de aintra în cadă, șezând pe un scăunel lângă cadă. 
În Japonia toaletele sunt atât de tip „turcesc” cât și de tip occidental.  